# Ólafur Arnalds
Ólafur Arnalds (Mosfellsbær, Island, 3. studenoga 1986.) islandski je multiinstrumentalist i glazbeni producent. U svojemu radu miješa žičana glazbala i klavir s loopovima i beatovima, a u žanrovskom smislu bavi se različitim stilovima, od ambijentalne/elektroničke glazbe do atmosferskog popa. Prije je bio bubnjar hardcore punk/heavy metal sastava Fighting Shit, Celestine i drugih.    
Godine 2009. osnovao je eksperimentalni techno projekt Kiasmos s Janusom Rasmussenom, člana islandskoga elektro-pop grupe Bloodgroup, koji je 2014. godine objavio svoj debitantski album.

## Povijest

### Rana karijera (2004. – 2007.)
Godine 2004. Ólafur je skladao i snimio interludij i završnicu za dvije skladbe na albumu Antigone njemačkoga metalcore/melodičnoga death metal sastava Heaven Shall Burn. Na svojem profilu na Facebooku objasnio je kako je upoznao njegove članove: 

### Eulogy For EvolutioniVariations of Static(2007. – 2008.)
Dana 12. listopada 2007. Ólafur je objavio Eulogy for Evolution, svoj prvi samostalni album. Godinu dana kasnije objavio je EP Variations of Static. Iste te godine otišao je na tureju sa skupinom Sigur Rós te je izišao njegov drugi kolaboracijski album s Heaven Shall Burnom: Iconoclast (Part 1: The Final Resistance). Ulaznice za njegov koncert u londonskom The Barbican Hallu bile su rasprodane.

### Found SongsiDyad 1909(2009.)
U jednom je tjednu u travnju 2009. godine Ólafur svaki dan objavio po jednu pjesmu; unutar prva dvadeset i četiri sata postale su dostupne na web-stranici foundsongs.erasedtapes.com. Ta je zbirka pjesama bila nazvana Found Songs. Prva pjesma bila je objavljena 13. travnja 2009.
U listopadu 2009. godine premijerno je izveden balet Dyad 1909, čiju je glazbu skladao Ólafur. Ta se glazba kasnije pojavila na istoimenom EP-u.
Također je 2009. osnovao eksperimentalni techno projekt Kiasmos s Janusom Rasmussenom, članom islandskoga elektro-pop sastava Bloodgroup. Objavili su EP 65/Milo s Ryanom Leejem Westom iz EDM projekta Rival Consoles.  

### Drugi studijski album iLiving Room Songs(2010. – 2011.)
U travnju 2010. Ólafur je objavio album ...And They Have Escaped the Weight of Darkness. Iste je te godine Ólafur otišao na azijsku turneju koju je organizirao Split Works.
Ólafur je 3. listopada 2011. opet započeo skladateljski projekt od sedam dana sličan onome za Found Songs; taj se projekt zvao Living Room Songs. Svaki su dan tijekom tog tjedna skladbe postale dostupne na web-stranici livingroomsongs.olafurarnalds.com. Taj je projekt u obliku albuma bi objavljen 23. prosinca 2011. godine.
Godine 2011. bila je objavljena i Ólafurova remiksana inačica pjesme "Keep Your Teeth Sharp" Mr Fogga, koja se pojavila na istoimenom EP-u.

### Another Happy Day,Two Songs for Dance... (2012.)
Ólafur je 2012. godine najavio da je potpisao ugovor s izdavačem Mercury Classicsom, podružnicom Universal Musica.
Iste je te godine objavio četiri uratka: glazbu za film Još jedan sretan dan Sama Levinsona, EP Two Songs for Dance, EP Thrown, koji je objavio njegov eksperimentalni techno projekt Kiasmos, i EP Stare, na kojem je surađivao s njemačkim pijanistom Nilsom Frahmom. Također, te se godine njegova pjesma "Allt varð hljótt" pojavila u glazbi za film Igre gladi.
Pjesma "Til enda" pojavila se u najavi za film Looper.

### For Now I Am Winteri ostali radovi
Ólafurov treći studijski album, For Now I Am Winter, objavljen je u veljači 2013. godine. Na četirima pjesmama pjevao je Arnór Dan iz islandske skupine Agent Fresco. Bio je to prvi put da je Ólafur uvrstio vokale u neki od svojih glazbenih radova.
Iste je te godine skladao glazbu za ITV-ovu seriju Broadchurch i pjesmu koja se reproducirala tijekom popisa zasluga (na kojoj je također pjevao Arnór Dan). Za taj je rad 2014. godine osvojio nagradu BAFTA TV Craft za najbolju originalnu glazbu.
Ólafur je skladao glazbu i za film Gimme Shelter Rona Kraussa.
Skladba For Now I Am Winter pojavila se u prvoj epizodi američke TV-serije Doktori za seks.
Ólafur Arnalds sudjelovao je u različitim projektima i njegova se glazba pojavila u mnogim filmovima, televizijskim emisijama i reklamama. Njegove su se pjesme pojavile u mnogim sezonama emisije Znate li plesati?. Također je u dokumentarnom filmu Press Pause Play iz 2011. godine raspravljao o umjetničkim djelima obožavatelja.
Godine 2014. Ólafur i Janus Rasmussen objavili su debitantski album pod imenom Kiasmos.

### The Chopin Projecti drugi projekti (2015.)
Godine 2015. Ólafur je surađivao s njemačko-japanskom pijanisticom Alice Sarom Ott na projektu The Chopin Project; svrha tog projekta bila je odsvirati glazbu Frédérica Chopina na moderniji način. Izabrao je dio Chopinovih radova i skladao dijelove koji su ih povezivali; ti su dijelovi bili skladani za gudački kvintet, klavir i sintesajzer, a bili su utemeljeni na atmosferi i motivima tih skladbi.
The Chopin Project započeo je kao posveta Ólafurovoj baki. Ólafur je u mlađim danima, dok je bio posvećen metalu, iz poštovanja prema njoj s njom slušao Chopinove radove tijekom svakog posjeta. O njezinoj je smrti Ólafur izjavio: "Jednostavno je ležala, stara i bolesna, ali isto tako bila je vrlo sretna i ponosna. Sjedio sam s njom i slušali smo Chopinovu sonatu. Tad sam joj dao posljednji poljubac i otišao. Preminula je nekoliko sati kasnije."
Godine 2015. Ólafurovi kolaboracijski projekti s Nilsom Frahmom, Life Story Love and Glory (potpuno improvizirano djelo) i Loon, bili su objavljeni kao dvostruki album pod imenom Collaborative Works, a sadržavali su i Stare iz 2012. godine i improvizirani film Trance Frendz - An evening with Ólafur Arnalds and Nils Frahm. Iste je godine objavljen i njegov rad na seriji Broadchurch.

### Island Songs(2016.)
U lipnju 2016. Ólafur je najavio projekt Island Songs, na kojem je radio s direktorom Baldvinom Z i tijekom kojeg je u sedam tjedana otputovao na sedam različitih islandskih područja i surađivao sa sedam različitih glazbenika. Svaki je tjedan objavio spot za svaku pjesmu, a posljednja je pjesma, "Dori", objavljena 8. kolovoza 2016. godine.
Pjesma "Particles" s Nannom Bryndís iz grupe Of Monsters and Men premijerno je bila reproducirana 1. kolovoza 2016. u emisiji Beats 1 Zanea Lowea, te je tako postala prva pjesma klasične glazbe koja se pojavila na toj stanici.

### re:member(2018.)
Ólafurov četvrti samostalni album, re:member, objavljen je u kolovozu 2018. godine. Na njemu se pojavio njegov novi glazbeni sustav pod imenom Stratus. U pitanju su dva klavira koji sviraju automatski, a čije sviranje započinje glavni klavir na kojemu svira Arnalds. Na toj prilagođenoj programskoj podršci Arnalds je dvije godine radio s programerom zvuka Halldorom Eldjarnom. Kad Arnalds odsvira notu na klaviru, Stratus odsvira dvije različite note, zbog čega dolazi do neočekivanih harmonija i iznenadnih melodičnih dijelova. 
Algoritmi koje je izradio Stratus bili su korišteni i pri stvaranju naslovnice albuma. U intervjuu sa Sound of Bostonom Arnalds je izjavio da se ilustrator Torsten Posselt iz studija FELD studios služio Stratusovom programskom podrškom kao skicom i stvorio vlastitu programsku podršku koji se koristio istim MIDI signalima koji su bili korišteni za glazbu. Svaka točka odnosi se na klavirsku notu u naslovnoj skladbi: 88 polja označava 88 nota; što je točka deblja, to je viša frekvencija note koju se svira.

## Osobni život
Ólafurova rodica Ólöf Arnalds poznata je pjevačica i kantautorica. 

Ólafur je vegetarijanac.

## Diskografija

### Albumi
- Eulogy for Evolution (2007.)
- ...And They Have Escaped the Weight of Darkness (2010.)
- For Now I Am Winter (2013.)
- Re:member (2018.)

### EP-ovi
- Variations of Static - EP (2008.)
- Only the Winds - EP (2013.)

### Singlovi
- "Two Songs for Dance" (2012.)
- "Old Skin" (2013.)
- "Kinesthesis I" (2016.)
- "RGB" (2016)
- "Re:member" (2018.)
- "Unfold" (2018.) (sa Sohnom)

### Kolekcije
- Found Songs (2009.)
- Living Room Songs (2011.)
- Island Songs (2016.)

### "Soundtrackovi"
- Dyad 1909 (2009.)
- Blinky TM (2010.)
- Jitters (2010.)
- Another Happy Day (2012.)
- Gimme Shelter (2013.)
- Vonarstræti/Life in a Fishbowl (2014.)
- Broadchurch (2015.)
  - "Not Alone" - Singl (2015.) iz Broadchurcha

### Kolaboracije
- A Hundred Reasons - Singl (2010.) s Haukurom Heiðarom Haukssonom
- Stare - EP (2012.)s Nilsom Frahmom
- The Chopin Project (2015.) s Alice Sarom Ott
- So Far - Single (2015.) s Viktorom Orrijem Árnasonom, Laufey Jensdóttir, Björk Oskardsdóttir, Sólveig Vaka Eyþórsdóttir, Bjarnijem Frímannom Bjarnasonom i Hallgrímurom Jónasom Jenssonom
- Life Story / Love and Glory - Singl (2015.) s Nilsom Frahmom
- Loon - EP (2015.) s Nilsom Frahmom
- Trance Frendz (2016.) s Nilsom Frahmom
- Say My Name - Single (2016.) s Arnórom Danom

### Mixtapeovi
- Late Night Tales: Ólafur Arnalds (2016.)

## Vanjske poveznice
- Službena web stranica
- Ólafur Arnalds na IMDB-u